# Irisbus Arway
Irisbus Arway er en serie af busser produceret af Irisbus, som er en sammenslutning af de tidligere busdivisioner i Iveco og Renault. 
Modellen afløste i 2006 både Iveco MyWay og Renault Arés, heraf navnet Arway. Modellen er forsynet med luftkonditionering og stereoanlæg.
Motoren er en Iveco Cursor 8, som opfylder Euro4-normen. Den er på 7.880 cm³, og fås både med 330, 380 og 450 hk. 
Arway fås i 10,6, 12 og 12,8 m-udgaver med 2 aksler, og i en 15 m-udgave med 3 aksler. De 2-akslede udgaver fås med 330 og 380 hk-motorerne, mens den 3-akslede udgave fås med 380 og 450 hk-motorerne.